# Mendoncia trichota
Mendoncia trichota är en akantusväxtart som beskrevs av Emery Clarence Leonard. Mendoncia trichota ingår i släktet Mendoncia och familjen akantusväxter. Inga underarter finns listade i Catalogue of Life.